# D'où venez-vous ?
Albums de Nicolas Peyrac
Jumbo
(1976)
Singles
1. So Far Away from L.A.
Sortie : avril 1975

D'où venez-vous ? est le premier album studio de Nicolas Peyrac, sorti le 10 mars 1975.

## Titres
1. D'où venez-vous ?
2. Napoléon
3. So Far Away from L.A.
4. Quand on aime deux filles à la fois
5. L'inexorable (Marie)
6. Tu me chavires le corps
7. Douze ans déjà
8. Venise
9. Un volet bat de l'aile
10. J'avais un fils
11. Entre l'ombre et la lumière (titre bonus)
12. Mon trop grand amour (titre bonus)

## Crédits
- Nicolas Peyrac – chant, auteur-compositeur
- Jean Musy – arrangements et direction d’orchestre
- Claude Dejacques – direction artistique et réalisation
- Philippe Leroy – photo